# San Filippo Neri in Eurosia
Pour les articles homonymes, voir San Filippo Neri.
La diaconie cardinalice de San Filippo Neri in Eurosia est érigée par le pape Paul VI le 7 juin 1967 par la constitution apostolique Ea sollicitudine affecti. Elle est rattachée à l'église San Filippo Neri in Eurosia qui se trouve dans le quartiere Ostiense à Rome.

## Titulaires
| - Alfred Bengsch, titre pro illa vice (1967-1979) - Attilio Nicora (2003-2014); titre pro illa vice (2014-2017) - Fabio Baggio (depuis 2024) |